# 浅川征一郎
浅川 征一郎（あさかわ せいいちろう、1941年 – ）は、太平書屋社長。斎田作楽の筆名でも、解題翻刻を手がける。

## 経歴
福岡県生まれ。熊本県立熊本高等学校を経て、1963年明治大学商学部卒業。在学中より有光書房のアルバイトをしていた縁から同書房の社員として残り、高橋鉄・林美一らの知遇を得る。1977年、有光書房社主坂本篤の死去をきっかけに太平書屋を創立した。
近世江戸の軟派文学・狂歌狂詩・川柳などの稀書に光を当て、正確に解題・翻刻・校註した出版刊行の成果は高く評価されている。第1回岩瀬弥助記念書物文化賞を受賞。

## 編著
- 『秘本江戸文学選4江戸ばれ唄大成』（日輪閣　1978年）
- 『秘本江戸文学選10大東閨語・春風帖』（日輪閣　1979年）
- 『狂詩書目』（青裳堂書店　1999年）
- 『宝暦期上方子供絵本十種』雪坑斎他画・肥田晧三序（太平書屋　2000年）